# Attulus helveolus
Attulus helveolus là một loài nhện trong họ Salticidae.
Loài này thuộc chi Attulus. Attulus helveolus được Eugène Simon miêu tả năm 1871.